# Caenoneura nigra
Caenoneura nigra är en tvåvingeart som beskrevs av Kelsey 1969. Caenoneura nigra ingår i släktet Caenoneura och familjen fönsterflugor.
Artens utbredningsområde är Spanien. Inga underarter finns listade i Catalogue of Life.